# بوز (ایلینوی)
بوز (به انگلیسی: Bowes) یک منطقهٔ مسکونی در ایالات متحده آمریکا است که در ایلینوی واقع شده‌است. بوز ۲۶۰٫۰ متر بالاتر از سطح دریا واقع شده‌است.